# Триглав (национальный парк)

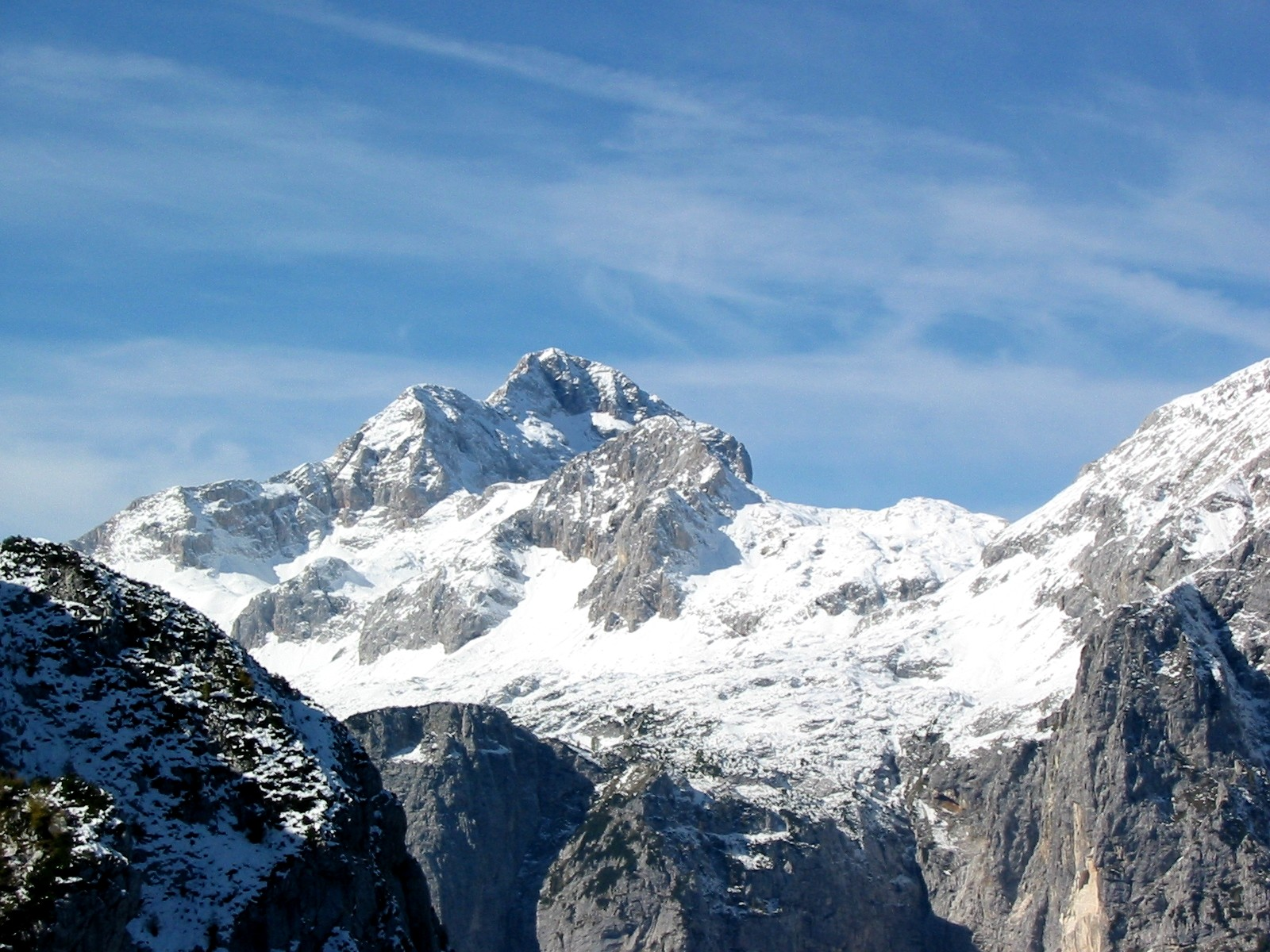
Гора Триглав

Три́глав (словен. Triglav) — единственный национальный парк Словении. Включает в себя вершину Триглав, являющуюся национальным символом страны, и её окрестности, в том числе плато Межакла.

## География
Вершина находится в самом центре парка. Триглав является водоразделом между бассейнами Адриатического и Чёрного моря; ручьи, стекающие с его западных и северных склонов, принадлежат к бассейну Сочи, а восточные и южные склоны принадлежат к бассейну Савы.
Кроме вершины самым примечательным местом парка считается долина Триглавских озёр.

## История

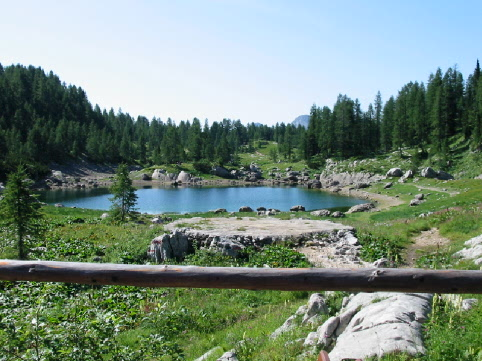
Двойно озеро, одно из триглавских озёр

Первые предложения по мерам, направленным на сохранение биосферы Триглава, были выдвинуты в 1908 год. В 1924 году вокруг Триглавских озёр была образована природоохранная зона площадью 14 км².
В 1961 году зона была расширена до 20 км² и была переименована в «Триглавский национальный парк», однако она не соответствовала статусу национального парка из-за небольшой территории и слабых мер по защите природы парка.
Лишь в 1981 году была проведена полная реорганизация парка, который расширился почти в 40 раз до 838 км² и стал, наконец, полностью соответствовать своему статусу.